# Brevicoryne brassicae
Brevicoryne brassicae, thường gọi là rệp cải bắp, là một loài rệp bản địa châu Âu 
hiện được tìm thấy ở nhiều khu vực khác trên thế giới. Loài rệp này ăn nhiều loại sản phẩm, bao gồm bắp cải, bông cải xanh (đặc biệt), Brussels sprouts, súp lơ và nhiều thành viên khác trong chi Brassica, nhưng không ăn thực vật bên ngoài họ Brassicaceae. Chúng hoàn toàn tránh các loài thực vật khác ngoài các loài thuộc họ Brassicaceae; mặc dù hàng ngàn người có thể đang ăn bông cải xanh gần dâu tây, nhưng dâu tây sẽ không bị ảnh hưởng.
Rệp bắp cải từ chi Brevicoryne thuộc họ Aphididae, có màu xanh lá cây xám, nhưng một lớp sáp bao phủ cho chúng một màu trắng xám to powdery blue appearance.